# Paul Douglas
Paul Douglas Fleischer (11 de abril de 1907 - 11 de setembro de 1959), conhecido profissionalmente como Paul Douglas foi um ator americano.

## Início de vida
Paul Douglas nasceu em Filadélfia na Pensilvânia, filho de Margaret Douglas e William Paul Fleischer. Ele estudou na Universidade de Yale e frequentou aulas de teatro.

## Carreira
Antes de se tornar ator, Paul Douglas passou 20 anos no departamento de cinejornais da 20th Century-Fox como narrador e roteirista das legendas. Ele também foi narrador de vários curtas-metragens da Vitaphone. O ator debutou na Broadway em 1936 como locutor de rádio em Double Dummy, de Doty Hobart e Tom McKnight, no John Golden Theatre e no mesmo ano ele ganhou um Theatre World Award e um Clarence Derwent Award por sua interpretação de Harry Brock em Born Yesterday de Garson Kanin.
Douglas começou a aparecer no cinema por volta de 1949. Seu primo papel de destaque foi o frustado milionário Porter Hollingsway no longa-metragem A Letter to Three Wives (1949) de Joseph L. Mankiewicz que recebeu ótimas avaliações da crítica especializada. Ele também interpretou o parceiro policial de Richard Widmark no cult thriller de 1950 Panic in the Streets de Elia Kazan. Porém sua carreira logo entrou em decadência por uma série de papéis em filmes não tão aclamados.
Douglas foi o apresentador da 22ª edição do Oscar em março de 1950. Continuando no rádio, foi locutor do The Ed Wynn Show e o primeiro apresentador do The Horn & Hardart Children's Hour, da NBC Radio. Em abril de 1959, o artista apareceu no The Lucille Ball-Desi Arnaz Show como coapresentador do programa matinal de Lucille Ball no episódio "Lucy Wants a Career".
Em 1955, Douglas estrelou a peça The Caine Mutiny Court-Martial, mas seu sindicato o colocou em liberdade condicional por supostamente dizer "O Sul fede. É uma terra de sordidez e segregação", o que ofendeu o público sulista. O intérprete alegou que foi citado incorretamente.

## Vida Pessoal
Douglas foi casado cinco vezes e divorciado quatro vezes. Sua primeira esposa foi Susie Wells e ele logo em seguida casou-se com Elizabeth Farnum em 1931. Seu terceiro casamento ocorreu com Geraldine "Gerri" Higgins tendo uma duração curta de 1940 a 1941.
Em 1942, Douglas casou-se com a atriz Virginia Field, com quem teve uma filha, Margaret. O casal se divorciou em 1946. O ator envolveu-se romanticamente com Jan Sterling casando com ela no dia 12 de maio de 1950 a qual tiveram um filho Adams, nascido em 20 de outubro de 1955.

## Morte
Paul Douglas morreu de um ataque cardíaco em sua residência em Hollywood, Califórnia no dia 11 de setembro de 1959, aos 52 anos.
Antes de seu falecimento, o ator havia interpretado o episódio cômico "The Mighty Casey" escrito por Rod Serling na série The Twilight Zone, por seu teor de comédia foi considerado impróprio devido a morte recente do artista, mas foi relançado desta vez estrelado por Jack Warden. Paul Douglas também iria estrelar o papel de Sr. Sheldrake no filme The Apartment (1960) de Billy Wilder sendo então substituído por Fred MacMurray.

## Filmografia
- P's and Cues (1935, curta-metragem) - Narrador
- Calling All Tars (1936, curta-metragem) - Sinalizador de semáforo (não creditado)
- Margin for Error (1943) - Policial na Recepção (não creditado)
- A Letter to Three Wives (1949) - Porter Hollingsway
- It Happens Every Spring (1949) - Monk Lanigan
- Everybody Does It (1949) - Leonard Borland/Logan Bennett
- The Big Lift (1950) - Hank Kowalski
- Love That Brute (1950) - E.L. 'Big Ed' Hanley
- Panic in the Streets (1950) - Capitão Tom Warren
- Fourteen Hours (1951) - Policial Charlie Dunnigan
- The Guy Who Came Back (1951) - Harry Joplin
- Rhubarb (1951) - homem no Parque aquático (não creditado)
- Angels in the Outfield (1951) - Aloysius X. 'Guffy' McGovern
- When in Rome (1952) - Joe Brewster
- Clash by Night (1952) - Jerry D'Amato
- We're Not Married! (1952) - Hector C. Woodruff
- Never Wave at a WAC (1953) - Andrew McBain
- Forever Female (1953) - E. Harry Phillips
- Calling Scotland Yard: Falstaff's Fur Coat (1954, curta-metragem) - Comentarista
- Calling Scotland Yard: The Missing Passenger (1954, curta-metragem) - Comentarista
- Calling Scotland Yard: The Final Twist (1954, curta-metragem) - Comentarista
- Calling Scotland Yard: Present for a Bride (1954, curta-metragem) - Comentarista
- Executive Suite (1954) - Josiah Walter Dudley
- The Maggie (1954) - Calvin B. Marshall, o americano
- Calling Scotland Yard: The Javanese Dagger (1954, curta-metragem) - Comentarista
- Green Fire (1954) - Vic Leonard
- Joe MacBeth (1955) - Joe MacBeth
- The Gamma People (1956) - Mike Wilson
- The Leather Saint (1956) - Gus MacAuliffe
- The Solid Gold Cadillac (1956) - Edward L. McKeever
- Born Yesterday (1956, Telefilme) - Harry Brock
- This Could Be the Night (1957) - Rocco
- Beau James (1957) - Chris Nolan
- Fortunella (1958) - Professor Golfiero Paganica
- Suspicion (série) (1958) - Episódio: "Comfort for the Grave" - Vincente Polito
- The Mating Game (1959) - Pop Larkin
- Alfred Hitchcock Presents (1959) (Quarta temporada, Episódio 35: "Touché") - Bill Fleming[14]
- The Lucy-Desi Comedy Hour (1959) - como ele mesmo

## Aparições no rádio
| Year | Program                  | Episode/source        |
| ---- | ------------------------ | --------------------- |
| 1951 | Suspense                 | Fragile-Content Death |
| 1952 | Suspense                 | Mann Alive            |
| 1952 | Hollywood Star Playhouse | Hospital Zone, Quiet  |
| 1953 | Theatre Guild on the Air | The Show-Off          |

## Leitura Adicional
- McArthur, Colin (1983), The Maggie, in Hearn, Sheila G. (ed.), Cencrastus No. 12, Primavera de 1983, pp. 10 – 14, issn 0264-0856
- McArthur, Colin (2001), Whisky Galore! and The Maggie, I.B. Tauris, ISBN 9781860646331